# Somewhere Over the Rainbow/What a Wonderful World
"Somewhere Over the Rainbow/What a Wonderful World" là liên khúc hai bài hát "Over the Rainbow" và "What a Wonderful World" của Israel Kamakawiwoʻole và nằm trong các album Ka ʻAnoʻi và Facing Future của nghệ sĩ này.

## Lịch sử thu âm
"Somewhere Over the Rainbow/What a Wonderful World" ban đầu được thu trong một buổi thu demo không được lên kế hoạch trước vào năm 1988. 5 năm sau, vào năm 1993, kỹ sư thu âm Milan Bertosa đưa bản thu cho nhà sản xuất Jon de Mello nghe thử khi cả hai đang hoàn thiện album Facing Future. De Mello quyết định đưa bài hát vào album.

## Bối cảnh
Theo trang web của Israel Kamakawiwoʻole, Universal Studios lần đầu tỏ ý muốn sử dụng "Somewhere Over the Rainbow/What a Wonderful World" trong phim và nhạc phim Meet Joe Black sau khi đạo diễn Martin Brest cảm thấy hứng thú với ca khúc. "Somewhere Over the Rainbow/What a Wonderful World" của Kamakawiwoʻole sau này được sử dụng trong nhiều phim như Finding Forrester, 50 First Dates, Fred Claus, Happy, Happy và IMAX: Hubble 3D. Nó cũng được phát trong các phim truyền hình như Phép thuật, ER, Scrubs, Cold Case, Glee và Life On Mars.
"Somewhere Over the Rainbow/What a Wonderful World" đạt vị trí thứ 12 trên Billboard Hot Digital Tracks vào ngày 31 tháng 1 năm 2004.
Các nghệ sĩ khác cũng từng thực hiện lại liên khúc này. Cliff Richard phát hành đĩa đơn của liên khúc trong album Wanted vào năm 2001. Aselin Debison thu âm phiên bản của mình cho album Sweet is the Melody năm 2002. Elisabeth von Trapp cũng thực hiện bản medley trong album Poetic License vào tháng 6 năm 2004.

## Xếp hạng
| Bảng xếp hạng (2004–10)               | Vị trí cao nhất |
| ------------------------------------- | --------------- |
| Áo (Ö3 Austria Top 40)                | 4               |
| Bỉ (Ultratop 50 Flanders)             | 3               |
| Bỉ (Ultratop 50 Wallonia)             | 1               |
| Đan Mạch (Tracklisten)                | 35              |
| Pháp (SNEP)                           | 1               |
| Luxembourg Digital Songs (Billboard)  | 1               |
| Tây Ban Nha (PROMUSICAE)              | 10              |
| Thụy Điển (Sverigetopplistan)         | 19              |
| Thụy Sĩ (Schweizer Hitparade)         | 3               |
| Hoa Kỳ Adult Contemporary (Billboard) | 22              |

| Quốc gia                                                                           | Chứng nhận  | Số đơn vị/doanh số chứng nhận |
| ---------------------------------------------------------------------------------- | ----------- | ----------------------------- |
| Bỉ (BEA)                                                                           | Bạch kim    | 30.000*                       |
| Đức (BVMI)                                                                         | 2× Bạch kim | 1.000.000^                    |
| Thụy Sĩ (IFPI)                                                                     | 2× Bạch kim | 60.000^                       |
| Anh Quốc (BPI)                                                                     | Bạc         | 200.000^                      |
| Hoa Kỳ (RIAA)                                                                      | Bạch kim    | 4.200.000                     |
| Tổng doanh số:                                                                     |             | 5.090.000                     |
| * Chứng nhận dựa theo doanh số tiêu thụ. ^ Chứng nhận dựa theo doanh số nhập hàng. |             |                               |